# La Estrella de Concepción
La Estrella de Concepción (anteriormente llamado Crónica) es un periódico chileno publicado en Concepción y que circula en casi toda la Provincia de Concepción diariamente. Es de propiedad de Diario El Sur S.A..
Nació como una alternativa al clásico periódico de la zona, El Sur, pero pronto tomó relevancia en la ciudad.

## Historia

### Creación comoCrónica
Crónica fue lanzado por primera vez el 8 de febrero de 1949 como un periódico vespertino, y circuló hasta el 2 de enero de 1984.

### Período de la dictadura militar (1973-1990)
Tras el golpe de Estado de 1973, que derrocó al presidente Salvador Allende y dio inicio a la dictadura militar de Augusto Pinochet, Crónica fue uno de los medios regionales que difundieron el supuesto Plan Z, un plan conspirativo, hoy ya desmentido, creado para justificar el golpe de Estado. En una nota de prensa del 11 de septiembre de 1974, a un año del golpe, el periódico publicó lo siguiente:
Chile vivió la experiencia política más nefasta de su historia, que intentó imponer por la violencia un sistema absolutamente ajeno a la idiosincrasia nacional, pero fue gracias a la resistencia civil de las mujeres, los estudiantes, los gremios y profesionales, quienes hicieron frente a este proyecto totalitario. Ante la resistencia de la población y de las instituciones de la república, “el marxismo decidió jugar su última carta. Obtener con sangre lo que no pudo ganar por el convencimiento. Y preparó la guerra civil, armando al extremismo, importando mercenarios y dando forma al diabólico Plan Zeta.

### Nueva fundación
El 21 de agosto de 1995, Diario El Sur S.A. decidió sacar un periódico con el mismo nombre que el desaparecido, como un tabloide, cuyo primer director fue Carlos Oliva Quezada. En 1998 inauguró su sitio web.
Desde 2006 lo encabeza Felipe Saavedra Arellano; al año siguiente, el 2 de abril, lo relanza con nuevo logo, pero siguiendo fiel a su estilo, y el 14 de enero de 2010 cambió su nombre a La Estrella de Concepción, sumándose al grupo de periódicos locales que poseen la misma denominación (en Arica, Iquique, Antofagasta, Calama, Tocopilla, Valparaíso y Chiloé).
La Estrella es un periódico ágil y rápido, que utiliza un moderado lenguaje coloquial. Se dirige a un público más popular que el del diario El Sur, lo que se refleja inclusive en su precio (200 pesos chilenos).